# Tipula pratorum
Tipula pratorum är en tvåvingeart som beskrevs av Kirby 1837. Tipula pratorum ingår i släktet Tipula och familjen storharkrankar. Inga underarter finns listade i Catalogue of Life.